# Ante Bušelić
Ante Bušelić, né dans les années 1930, est un entraîneur yougoslave puis croate de football, qui a entraîné en Zambie.

## Biographie
Ancien professeur d'éducation physique, il est contacté en 1971 par la fédération de Zambie de football pour diriger la sélection. Prenant les rênes des Chipolopolos, il qualifie la sélection pour la CAN 1974, ce qui constitue la première participation à un tournoi international. Il réussit la prouesse de terminer finaliste du tournoi, battu par le Zaïre. Il ne réussit pas la même chose pour la CAN 1976, éliminé lors des qualifications par l'Ouganda, ce qui entraîne son licenciement. 
Il revient en 1982, pour la CAN 1982 en Libye car le sélectionneur roumain Ted Dumitru ne peut rentrer en Libye à cause de problèmes de passeport. Il réussit avec la sélection à terminer troisième du tournoi. Ces deux faits d'armes font de lui un personnage charismatique et très respecté en Zambie.
Il revient en avril 2010 en Zambie pour diriger le club de Ndola United.